# Dilleniales
Dilleniales är en ordning av trikolpater med en familj, hibbertiaväxter (Dilleniaceae). Ordningen tycks stå nära Caryophyllales.
Tidigare fördes även pionväxter (Paeoniaceae) till Dilleniales, men den klassas för närvarande till Saxifragales av Angiosperm Phylogeny Website.